# Armin Dittmann
Armin Dittmann (* 14. August 1945 in Uelzen) ist ein deutscher Jurist.

## Leben
Nach Abitur studierte er von 1965 bis 1969 Rechtswissenschaften in Hamburg und Tübingen. In Tübingen wurde er Mitglied der Studentenverbindung ATV Arminia im ATB. Nach dem 2. juristischen Staatsexamen 1973 und der Promotion zum Dr. iur. 1974 in Tübingen war er seit 1974 wissenschaftlicher Assistent am Lehrstuhl von Thomas Oppermann in der Juristischen Fakultät der Eberhard-Karls-Universität Tübingen. Nach der Habilitation 1982 (Venia legendi für Öffentliches Recht) folgte er 1982 der Berufung auf eine Professur für Öffentliches Recht im Fachbereich Rechtswissenschaft I der Universität Hamburg. Seit 1983 war er Ordinarius für Öffentliches Recht an der Universität Hohenheim.
Seine Arbeitsschwerpunkte sind Staatsorganisationsrecht, öffentliches Wirtschaftsrecht und Kultur- und Medienverwaltungsrecht.

## Schriften (Auswahl)
- Bildungsplan als Gemeinschaftsaufgabe. Entwicklung, Rechtsbegriff, verfassungsrechtliche Stellung und organisatorische Möglichkeiten kooperativer Bildungsplanung von Bund und Ländern nach Art. 91b GG. Bad Honnef 1975, ISBN 3-87066-041-4 (= Dissertation Universität Tübingen).
- Schulträgerschaft zwischen Kreisen und Gemeinden. Göttingen 1978, ISBN 3-509-01067-1.
- Die Bundesverwaltung. Verfassungsgeschichtliche Grundlagen, grundgesetzliche Vorgaben und Staatspraxis ihrer Organisation. Tübingen 1983, ISBN 3-16-644668-0 (= Habilitationsschrift Universität Tübingen).
- Rechtsfragen des Gesetzes über die elektromagnetische Verträglichkeit von Geräten (EMVG). Zur Problematik einer Beitragsfinanzierung des Gesetzesvollzuges durch die Rundfunkanstalten. Baden-Baden 1984, ISBN 3-7890-3521-1.
- Analoger Switch-Off ohne Gesetz? Rechtsstaatliche Voraussetzungen der Einführung digitalen terrestrischen Fernsehens (DVB-T). Rechtsgutachten erstattet im Auftrag von ARD und ZDF (= Beiträge zum Rundfunkrecht, Bd. 50). Nomos, Baden-Baden 2002, ISBN 3-7890-7804-2.
- Bildung und Wissenschaft in der bundesstaatlichen Kompetenzordnung. Bestandsaufnahme und Analyse der Entwicklung von Verfassungsrecht und Staatspraxis unter dem Grundgesetz. Rechtsgutachten. Stifterverband für die Dt. Wissenschaft, Essen 2004.
- Die Finanzierung des öffentlich-rechtlichen Rundfunks durch eine Medienabgabe. Verfassungsrechtliche Anforderungen an eine geräteunabhängige Haushalts- und Betriebsstättenabgabe. Rechtsgutachten erstattet im Auftrag von ARD, ZDF und Deutschlandradio. Nomos, Baden-Baden 2009, ISBN 978-3-8329-4224-3.